# Inoceramus
Inoceramus (лат., русское название — иноцерамы) — вымерший род морских двустворчатых моллюсков из подкласса Pteriomorphia, внешне напоминавших близкородственных жемчужных устриц из современного рода Pteria. Жили с раннего юрского по поздний меловой период.

## Таксономия
Таксономия рода и семейства Inoceramidae вызывает споры.
Такие роды как Platyceramus иногда классифицируются в качестве подрода внутри рода Inoceramus. Количество валидных видов Inoceramus также спорно.

## Описание
У Inoceramidae имелись толстые раковины, состоящие из кальцитовых «призм», откладывавшихся перпендикулярно поверхности, а невыветрившиеся окаменелости обычно сохраняют перламутровый блеск, присущий раковинам при жизни животных. У многих видов есть заметные линии роста, которые выглядят как приподнятые полукруги, расходящиеся к краю растущей раковины.
В 1952 году в Килакитсоке (полуостров Нууссуак, Гренландия) был найден огромный образец Inoceramus steenstrupi длиной 187 см. Возраст окаменелости — 83 миллиона лет, что соответствует верхнему сантонскому или нижнему кампанскому веку. Палеонтологи предполагают, что гигантские размеры некоторых видов являлись адаптацией для жизни в мутных придонных водах, с соответствующей большой площадью жабр, которые позволяли бы моллюскам выживать в водах с дефицитом кислорода.

## Виды

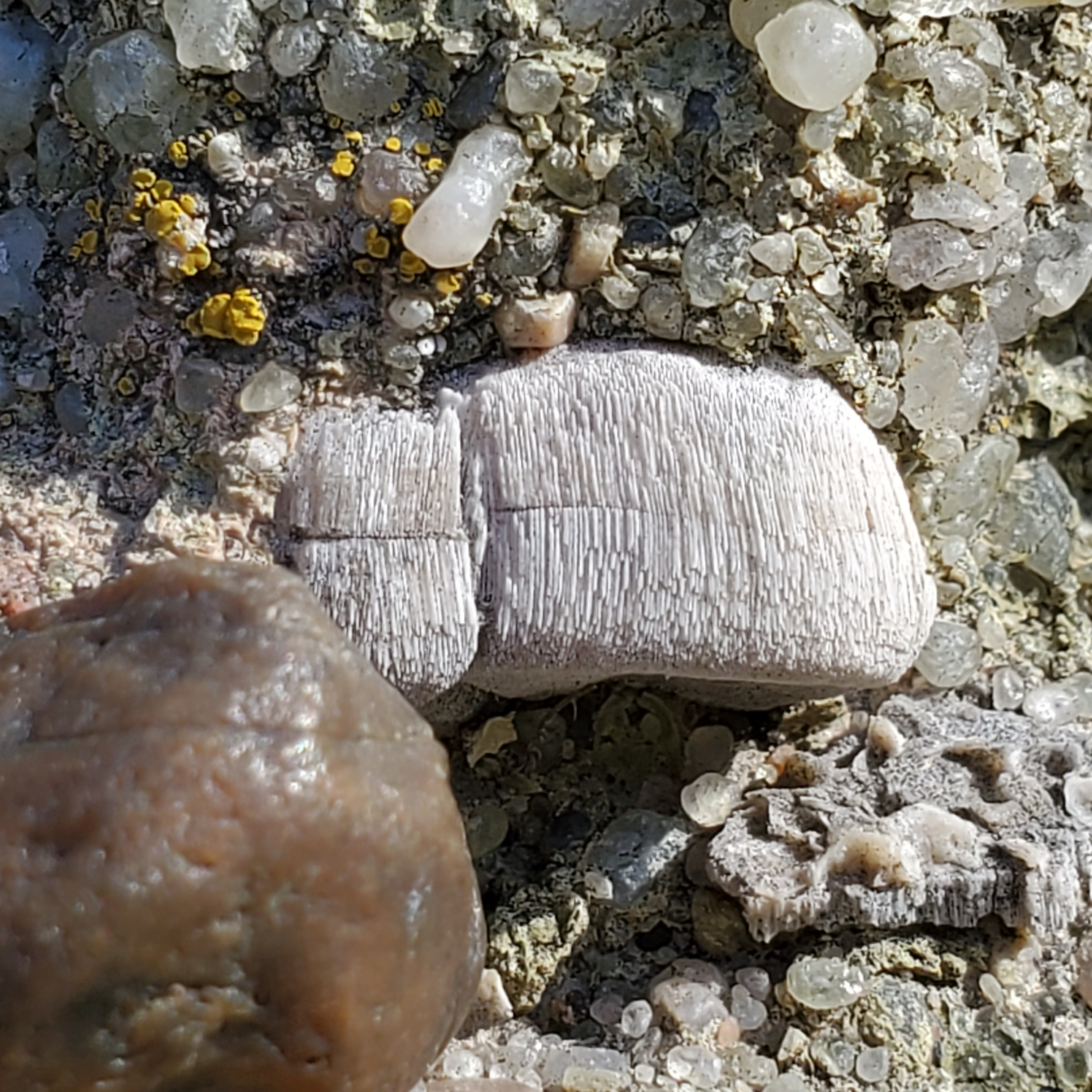
Выветренный фрагмент раковины близкородственного Cremnoceramus difformis с хорошо заметной ориентацией и текстурой кальцитовых призм, характерных для Inoceramidae.

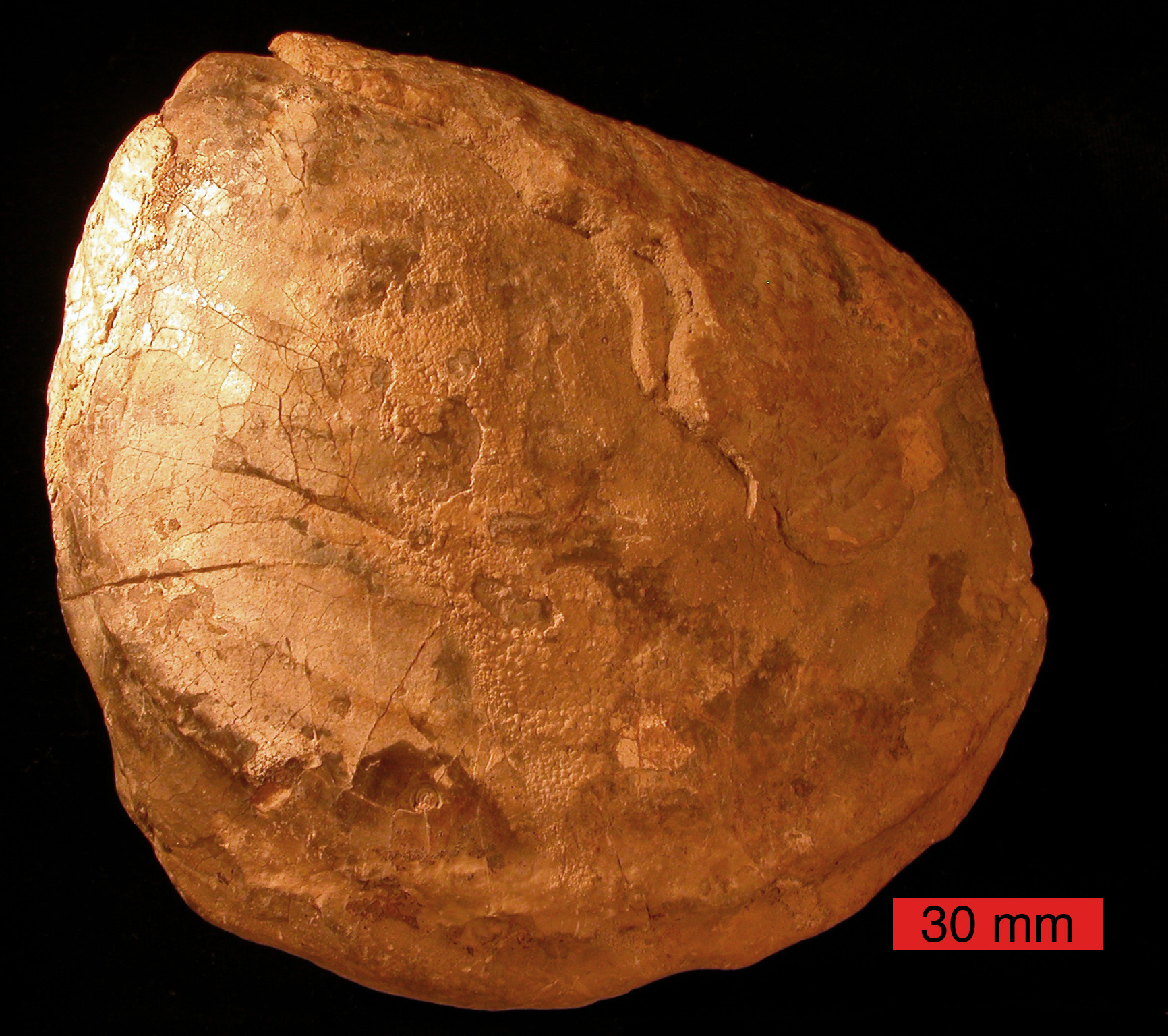
Inoceramus из меловых отложений Южной Дакоты

Виды рода Inoceramus:
- †I. aequicostatus Voronetz, 1937
- †I. albertensis McLearn, 1926
- †I. altifluminis McLearn, 1943
- †I. americanus Walaszczyk & Cobban, 2006
- †I. andinus Wilckens, 1907
- †I. anglicus Woods, 1911
- †I. anilis Pcelinceva, 1962
- †I. anomalus Heine, 1929
- †I. anomiaeformis Feruglio, 1936
- †I. apicalis Woods, 1912
- †I. arvanus Stephenson, 1953
- †I. bellvuensis
- †I. biformis Tuomey, 1854
- †I. brownei Marwick, 1953
- †I. carsoni McCoy, 1865
- †I. comancheanus
- †I. constellatus Woods, 1904
- †I. corpulentus McLearn, 1926
- †I. coulthardi McLearn, 1926
- †I. cuvieri Sowerby, 1814
- †I. dakotensis
- †I. dominguesi Maury, 1930
- †I. dowlingi McLearn, 1931
- †I. dunveganensis McLearn, 1926
- †I. elburzensis Fantini, 1966
- †I. everesti Oppel, 1862
- †I. fibrosus Meek & Hayden, 1857
- †I. formosulus Voronetz, 1937
- †I. fragilis Haal & Meek, 1856
- †I. frechi Flegel, 1905
- †I. galoi Boehm, 1907
- †I. gibbosus
- †I. ginterensis Pergament, 1966
- †I. glacierensis Walaszczyk & Cobban, 2006
- †I. haast Hochstetter, 1863
- †I. howelli White, 1876
- †I. incelebratus Pergament, 1966
- †I. inconditus Marwick, 1953
- †I. kystatymensis Koschelkina, 1960
- †I. lamarcki Parkinson, 1819
- †I. lateris Rossi de Gargia & Camacho, 1965
- †I. mesabiensis Bergquist, 1944
- †I. morii Hayami, 1959
- †I. multiformis Pergament, 1971
- †I. mytiliformis Fantini, 1966
- †I. nipponicus Nagao & Matsumoto, 1939
- †I. perplexus
- †I. pictus
- †I. pontoni McLearn, 1926
- †I. porrectus Voronetz, 1937
- †I. prefragilis Stephenson, 1952
- †I. proximus'' Tuomey, 1854
- †I. pseudolucifer Afitsky, 1967
- †I. quenstedti Pcelinceva, 1933
- †I. robertsoni Walaszczyk & Cobban, 2006
- †I. saskatchewanensis Warren, 1934
- †I. selwyni McLearn, 1926
- †I. sokolovi Walaszczyk & Cobban, 2006
- †I. steenstrupi de Loriol, 1883
- †I. steinmanni Wilckens, 1907
- †I. subdepressus Meek & Hayden, 1861
- †I. tenuirostratus Meek & Hayden, 1862
- †I. triangularis'' Tuomey, 1854
- †I. undabundus Meek & Hayden, 1862
- †I. ussuriensis Voronetz, 1937

## Распространение

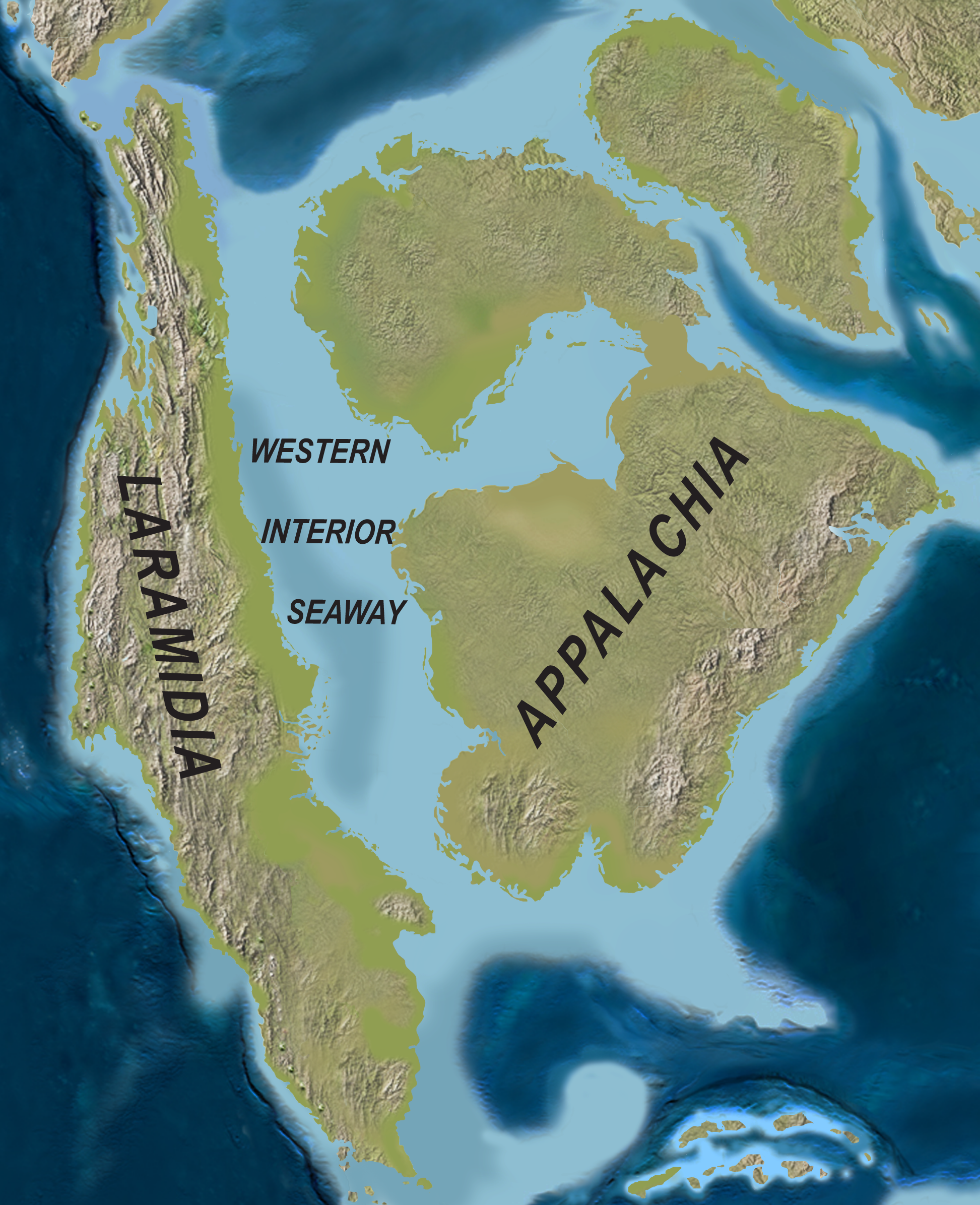
Западное внутреннее море, покрывавшее Северную Америку в меловом периоде

Виды рода Inoceramus встречались повсеместно в юрский юрском и меловом периодах. Многие образцы найдены в сланцах Пьер на месте Западного внутреннего моря в Северной Америке. Inoceramus также в большом количестве найдены в меловой глинистой формации Голт под поверхностью Лондона. Ископаемые остатки также обнаружены на острове Ванкувер, Британская Колумбия, Колумбии (формация Хило, Толима, и формация Ла-Фронтера, Бояка, Кундинамарка и Уила), Испании, Франции, Германии, Афганистане, Албании, Алжире, Анголе, Антарктиде, Аргентине, Австралии, Австрии, Бразилии, Болгарии, Канаде (Альберта, Северо-Западные территории, Нунавут, Саскачеван, Юкон), Чили, Китае, на Кубе, в Чехии, Дании, Эквадоре, Египте, Венгрии, Индии, Индийском океане, Иране, Италии, Ямайке, Японии, Иордании, Кении, Ливии, Мадагаскаре, Мексике, Марокко, Мозамбике, Непале, Новой Зеландии, Нигерии, Папуа-Новой Гвинее, Перу, Польше, России, Саудовской Аравии, Сербии и Черногории, Южной Африке, Швеции, Швейцарии, Тунисе, Турции, Туркменистане, Великобритании, США (Алабама, Аляска, Аризона, Арканзас, Калифорния, Колорадо, Делавэр, Айдахо, Айова, Канзас, Мэриленд, Миннесота, Миссисипи, Монтана, Небраска, Нью-Джерси, Нью-Мексико, Северная Каролина, Северная Дакота, Орегон, Южная Каролина, Южная Дакота, Теннесси, Техас, Юта, Вашингтон, Вайоминг) и Венесуэле.

## Галерея

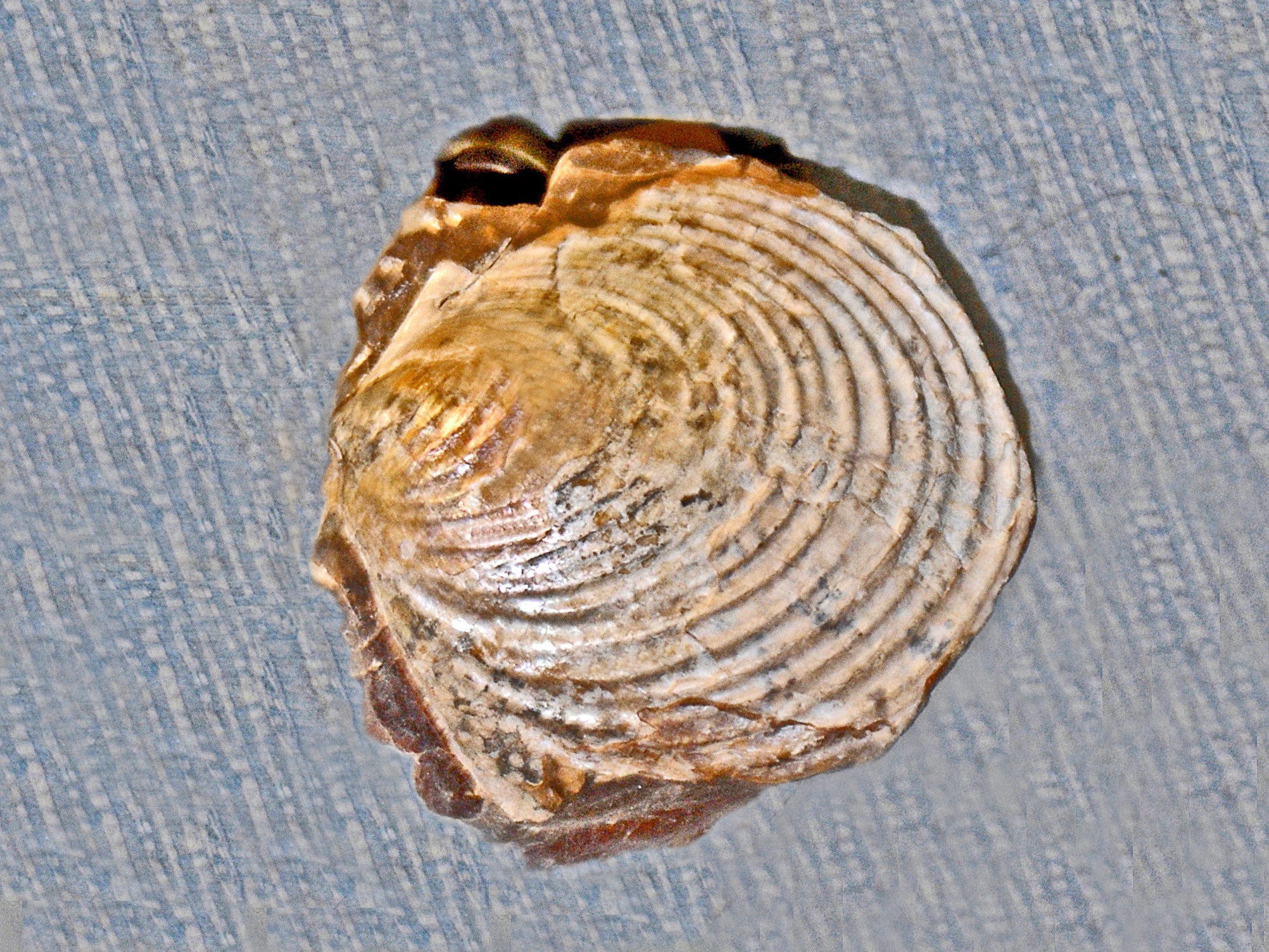
Inoceramus proximus
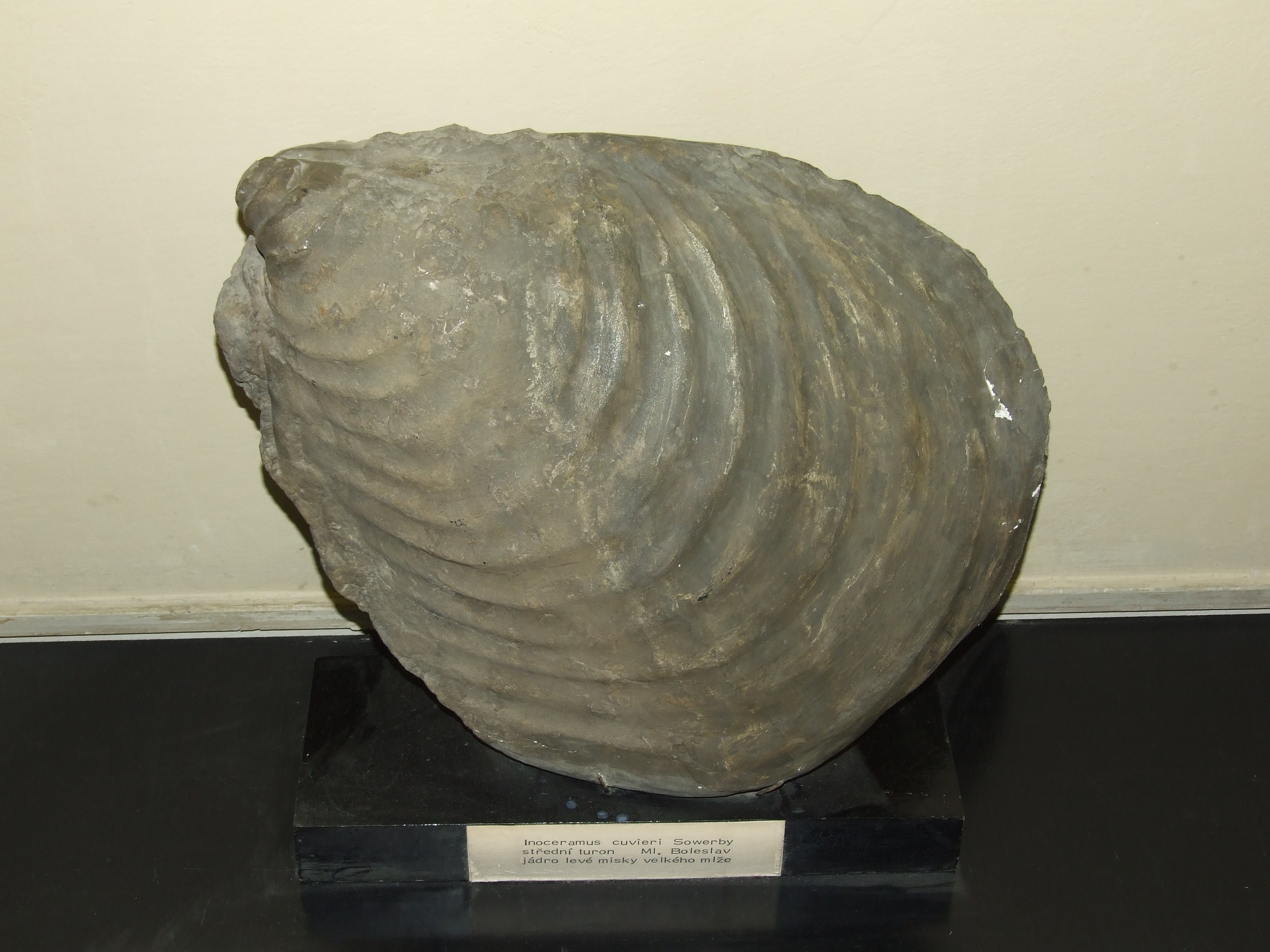
Inoceramus cuvieri
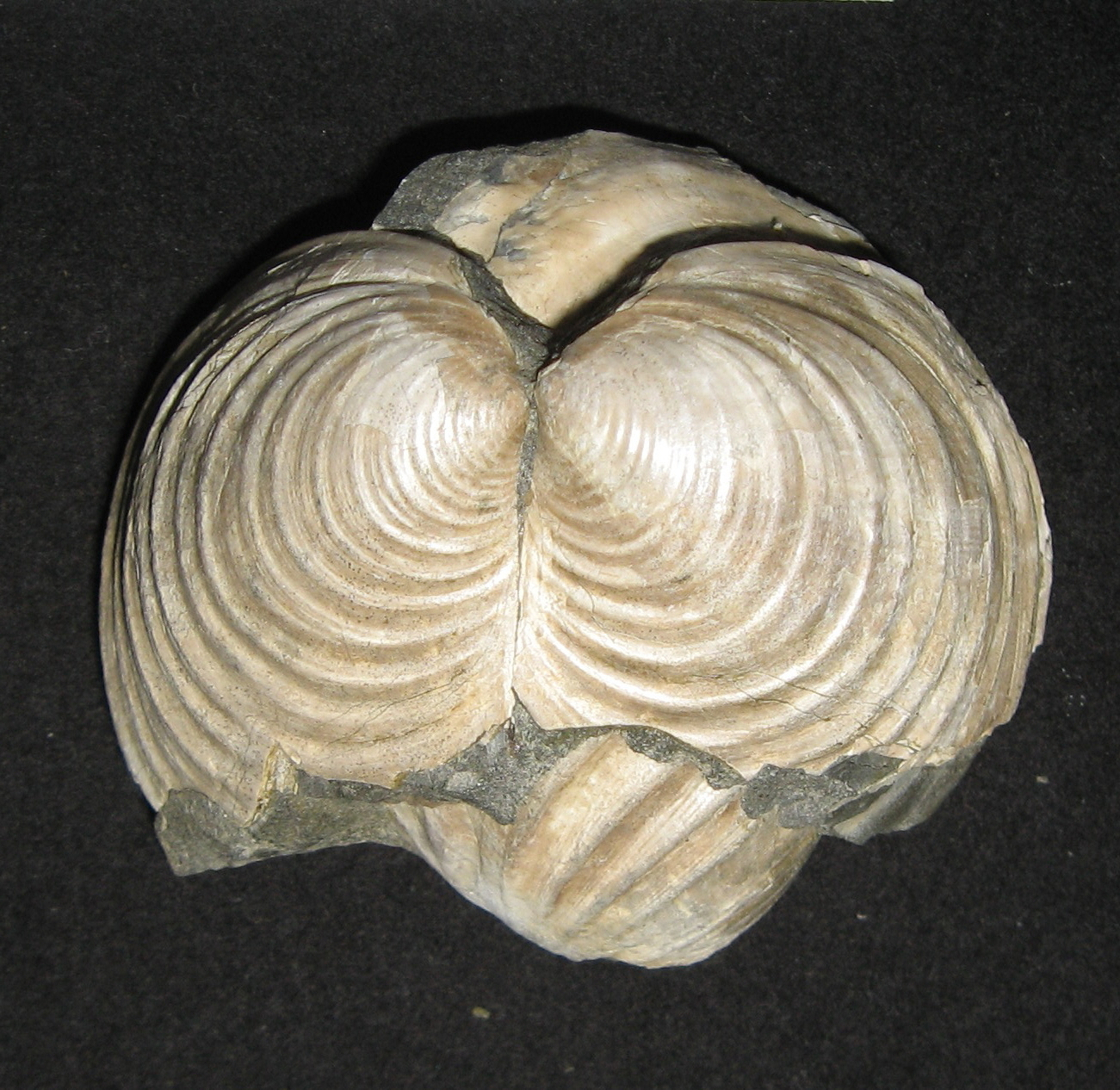
Inoceramus vancouverensis
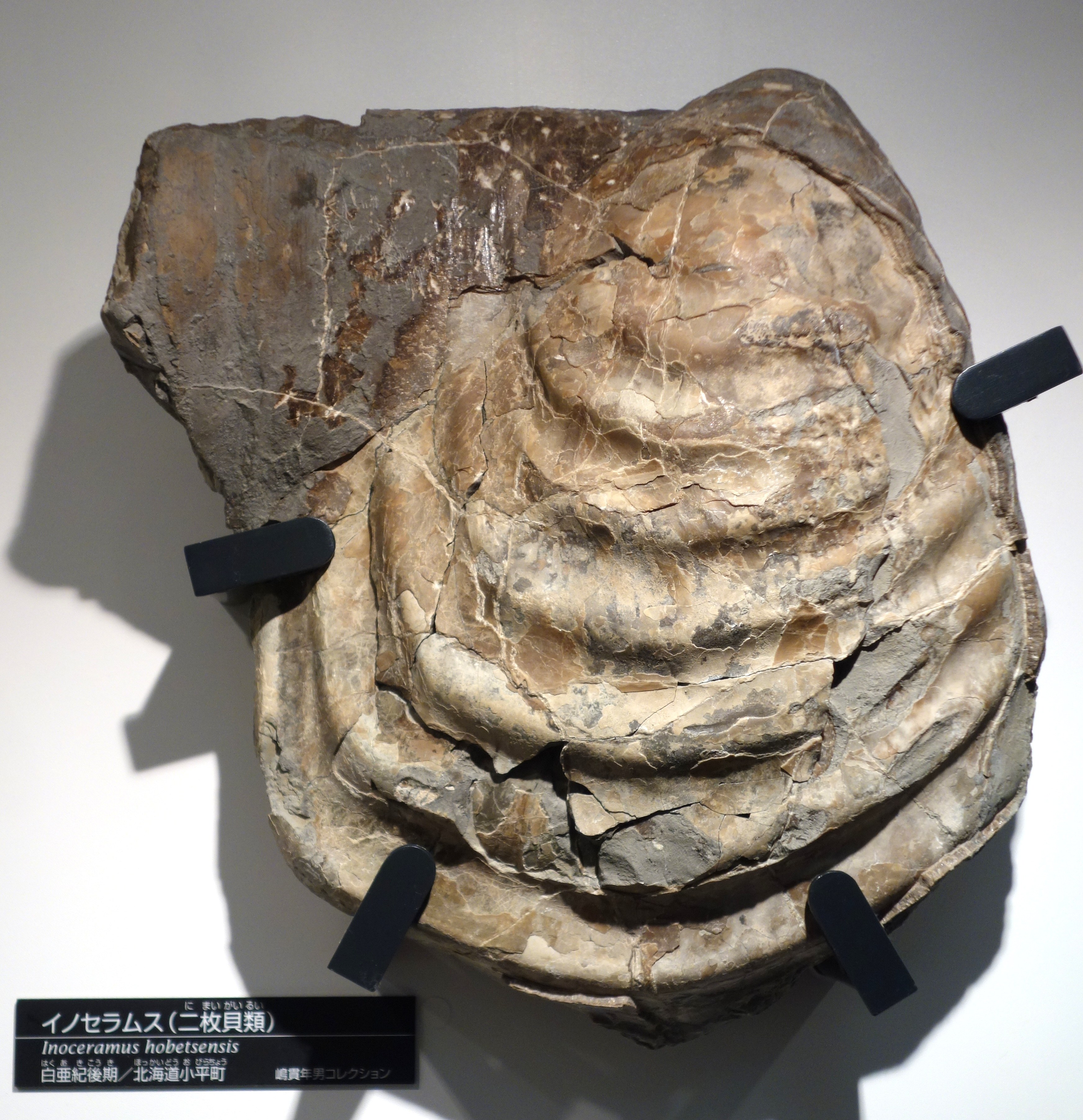
Inoceramus hobetsensis